# American National Biography
L'American National Biography (ANB), ou Biographie nationale américaine, est un dictionnaire biographique en anglais en 24 volumes contenant environ 17 400 articles biographiques consacrés à des personnalités ayant marqué l'histoire des États-Unis. Il a été publié en 1999 (le premier supplément est paru en 2002). Selon la préface du premier volume, il est le successeur du Dictionary of American Biography publié entre 1926 et 1937. Les éditeurs de l'American National Biography sont John A. Garraty (en) et Mark C. Carnes. Il est publié par Oxford University Press avec le soutien de l'American Council of Learned Societies (en) (Conseil américain des sociétés savantes).
Il est en général disponible dans la section Reference des bibliothèques américaines.